# میشل استروگف (فیلم ۱۹۵۶)
میشل استروگف (انگلیسی: Michel Strogoff) فیلم فرانسوی-ایتالیایی در ژانر ماجرایی است که در سال ۱۹۵۶ منتشر شد. این فیلم به کارگردانی کارمینه گالونه از رمان میشل استروگف تهیه شده‌است. از بازیگران آن می‌توان به کورد یورگنس و سیلوا کوشچینا اشاره کرد.